# Stanisław Gabrielski
Stanisław Gabrielski (ur. 27 marca 1944 w Wilczewie) – polski polityk, działacz partyjny, poseł na Sejm PRL VII, VIII i X kadencji (1976–1985, 1989–1991).

## Życiorys
Ukończył w 1970 studia na Akademii Rolniczo-Technicznej w Olsztynie, uzyskując tytuł zawodowy magistra inżyniera rolnika.
Od 1968 należał do Polskiej Zjednoczonej Partii Robotniczej, w której od grudnia 1975 do października 1980 był zastępcą członka, a od października 1980 do lipca 1981 i od lipca 1986 do stycznia 1990 członkiem Komitetu Centralnego PZPR. Działał też w Związku Młodzieży Wiejskiej, w latach 1971–1972 pełnił funkcję przewodniczącego krajowej rady studenckiej ZMW, a następnie sekretarzem zarządu głównego (do lutego 1973). Po zmianie nazwy ZMW zasiadał w kierownictwie Związku Socjalistycznej Młodzieży Wiejskiej (w tym w latach 1975–1976 jako przewodniczący). W latach 1976–1980 pełnił funkcję wiceprzewodniczącego Zarządu Głównego Socjalistycznego Związku Studentów Polskich. W latach 1975–1980 był wiceprzewodniczącym Rady Głównej Federacji Socjalistycznych Związków Młodzieży Polskiej.
W latach 1973–1977 był prezesem Polskiego Związku Szachowego.
Od 1976 do 1985 przez dwie kolejne kadencje sprawował mandat posła na Sejm PRL VII i VIII kadencji z okręgu Włocławek. Po odejściu ze stanowiska w SZSP przeszedł do pracy w aparacie partyjnym. Był członkiem Sekretariatu KC PZPR (1980–1981) oraz kierownikiem Wydziału Społeczno-Zawodowego KC PZPR (1981–1986). Był także członkiem rady redakcyjnej organu teoretycznego i politycznego KC PZPR „Nowe Drogi”.
W 1989 został ponownie posłem na Sejm kontraktowy w okręgu łomżyńskim, uzyskał w drugiej turze jeden z dodatkowych mandatów rozdzielonych po porażce kandydatów z krajowej listy wyborczej. Pod rozwiązaniu PZPR został członkiem Parlamentarnego Klubu Lewicy Demokratycznej. Pracował w Komisji Administracji i Spraw Wewnętrznych, Komisji Polityki Społecznej, a także w komisjach nadzwyczajnych. Od stycznia 1990 zasiadał w radzie naczelnej Socjaldemokracji Rzeczypospolitej Polskiej. W 1991 nie ubiegał się o poselską reelekcję, wycofując się z działalności politycznej. Objął funkcję wiceprzewodniczącego Stowarzyszenia „Pokolenia” – organizacji założonej przez Jerzego Szmajdzińskiego, grupującej głównie byłych działaczy PZPR i powiązanych z nią organizacji.

## Odznaczenia
- Krzyż Oficerski Orderu Odrodzenia Polski
- Złoty Krzyż Zasługi
- Medal 40-lecia Polski Ludowej
- Medal Komisji Edukacji Narodowej
- Odznaka honorowa „Zasłużony dla Warmii i Mazur”
- Złote Odznaczenie im. Janka Krasickiego (dwukrotnie)[1]
- Order Sztandaru Pracy I klasy (Niemiecka Republika Demokratyczna)[4]